# Euxinia
Euxinia är ett släkte av plattmaskar. Euxinia ingår i familjen Cylindrostomidae.
Kladogram enligt Dyntaxa:
| Euxinia | \| \| Euxinia baltica \| \| \| \| \| \| Euxinia corniculata \| \| \| \| |
|         | \| \| Euxinia baltica \| \| \| \| \| \| Euxinia corniculata \| \| \| \| |
|         | Enterostomula                                                           |
|         |                                                                         |
|         | Monoophorum                                                             |
|         |                                                                         |
|         | Euxinia baltica                                                         |
|         |                                                                         |
|         | Euxinia corniculata                                                     |
|         |                                                                         |

|  | Euxinia baltica     |
|  |                     |
|  | Euxinia corniculata |
|  |                     |